# Aksi
Aksi (auch Väike-Prangli; deutsch: Klein-Wrangelsholm) ist eine unbewohnte Insel in der Ostsee vor der Nordküste Estlands im Finnischen Meerbusen.
Aksi bildet mit den nahegelegenen Inseln Prangli und Keri einen Archipel. Die Fläche der Insel beträgt 59 Hektar. Der Boden ist sandig. Die Vegetation ist von Wacholderbüschen geprägt. Stellenweise finden sich Weißbirken. Aksi ist Teil des Naturschutzgebiets von Prangli. Ein kleiner Leuchtturm wurde 1986 errichtet.
Die Insel gehört zur Gemeinde Viimsi (Landkreis Harjumaa).

## Geschichte
Zwischen 1790 und 1953 war die Insel dauerhaft besiedelt. Die Bewohner waren als geschickte Boots- und Möbelbauer bekannt und lebten auch vom Fischfang. Mit der sowjetischen Besetzung Estlands wurden die letzten fünf Familien vertrieben und siedelten zum größten Teil nach Schweden um. Heute wohnt niemand mehr dauerhaft auf der Insel.

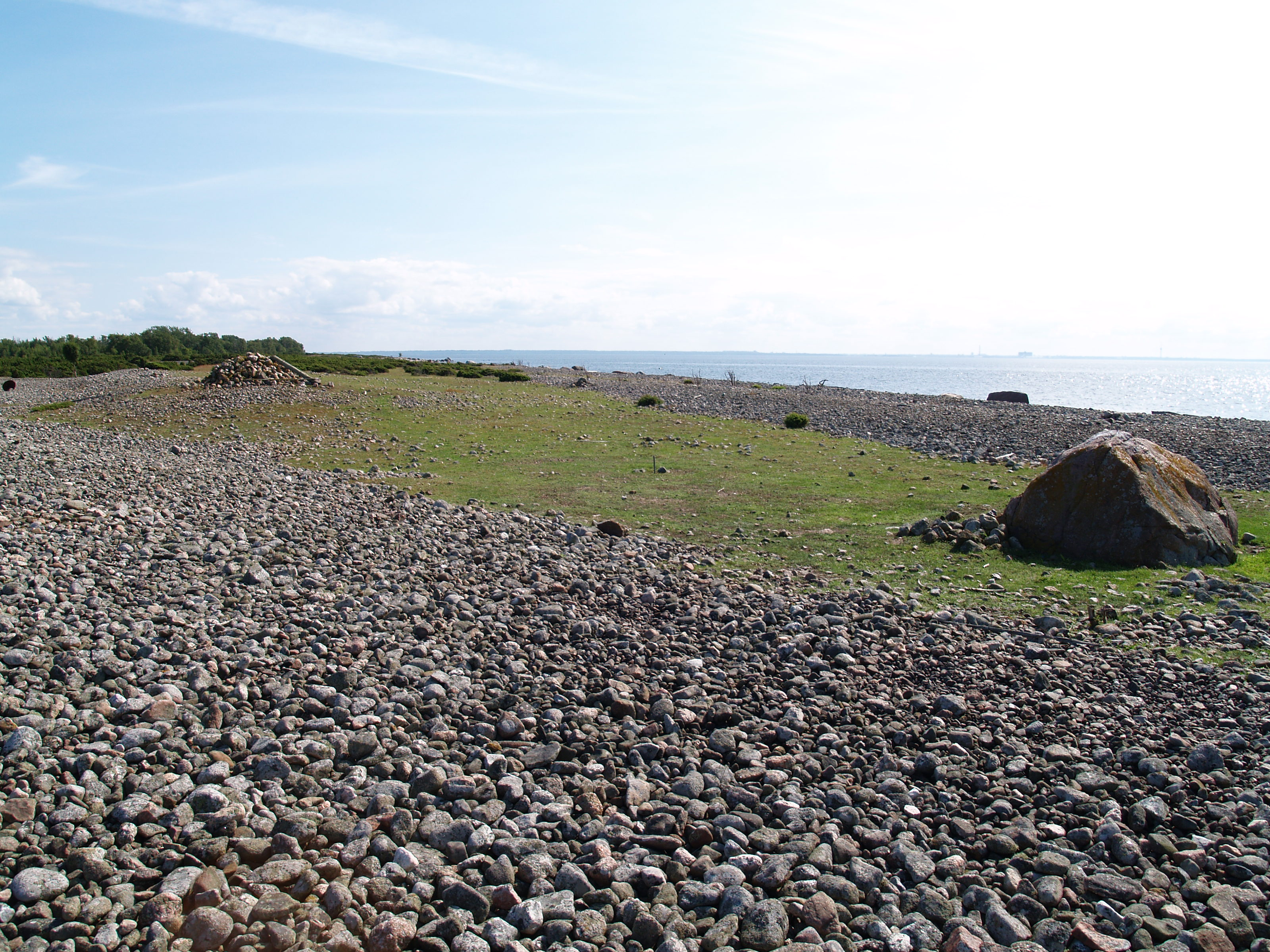
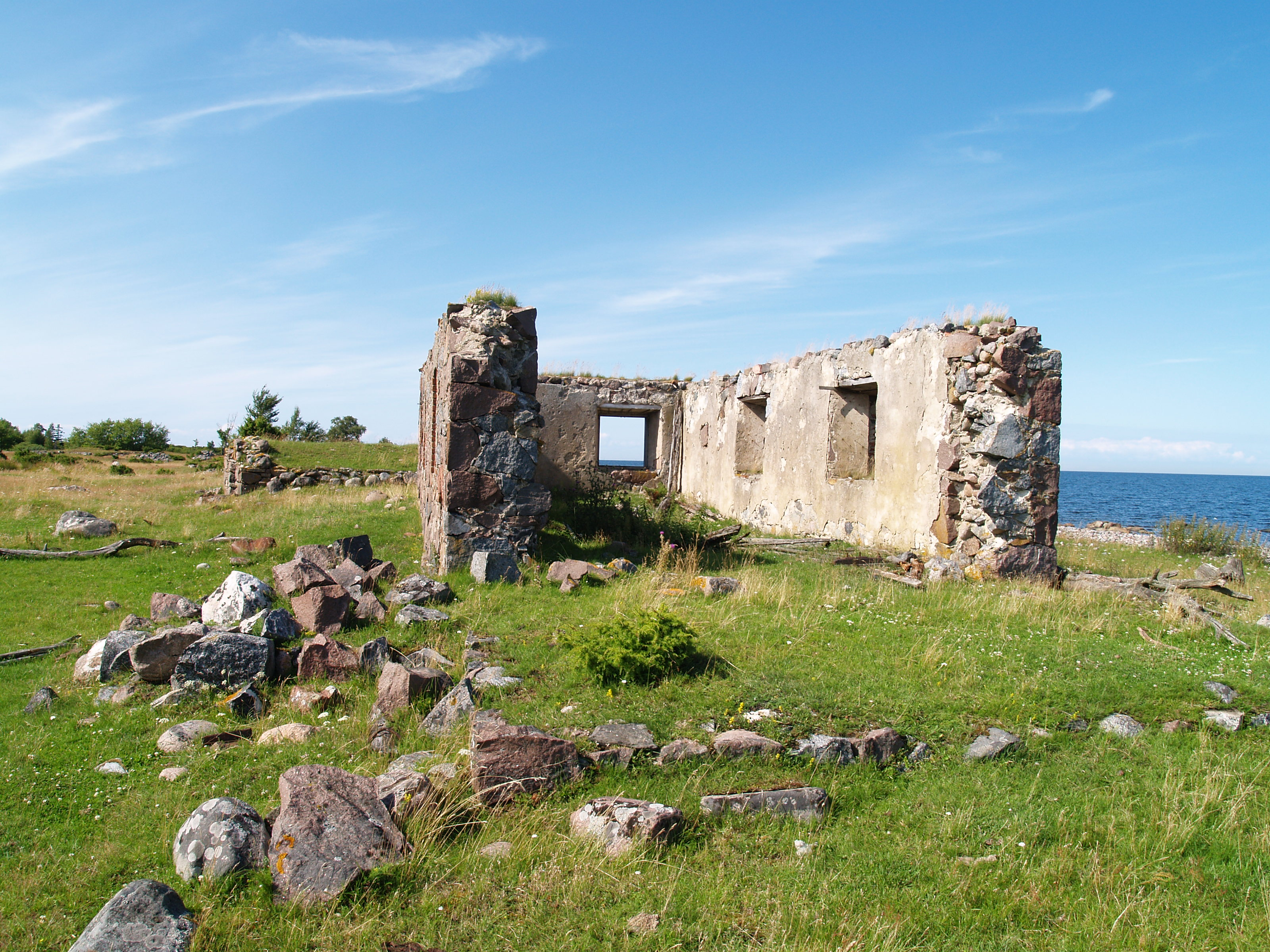
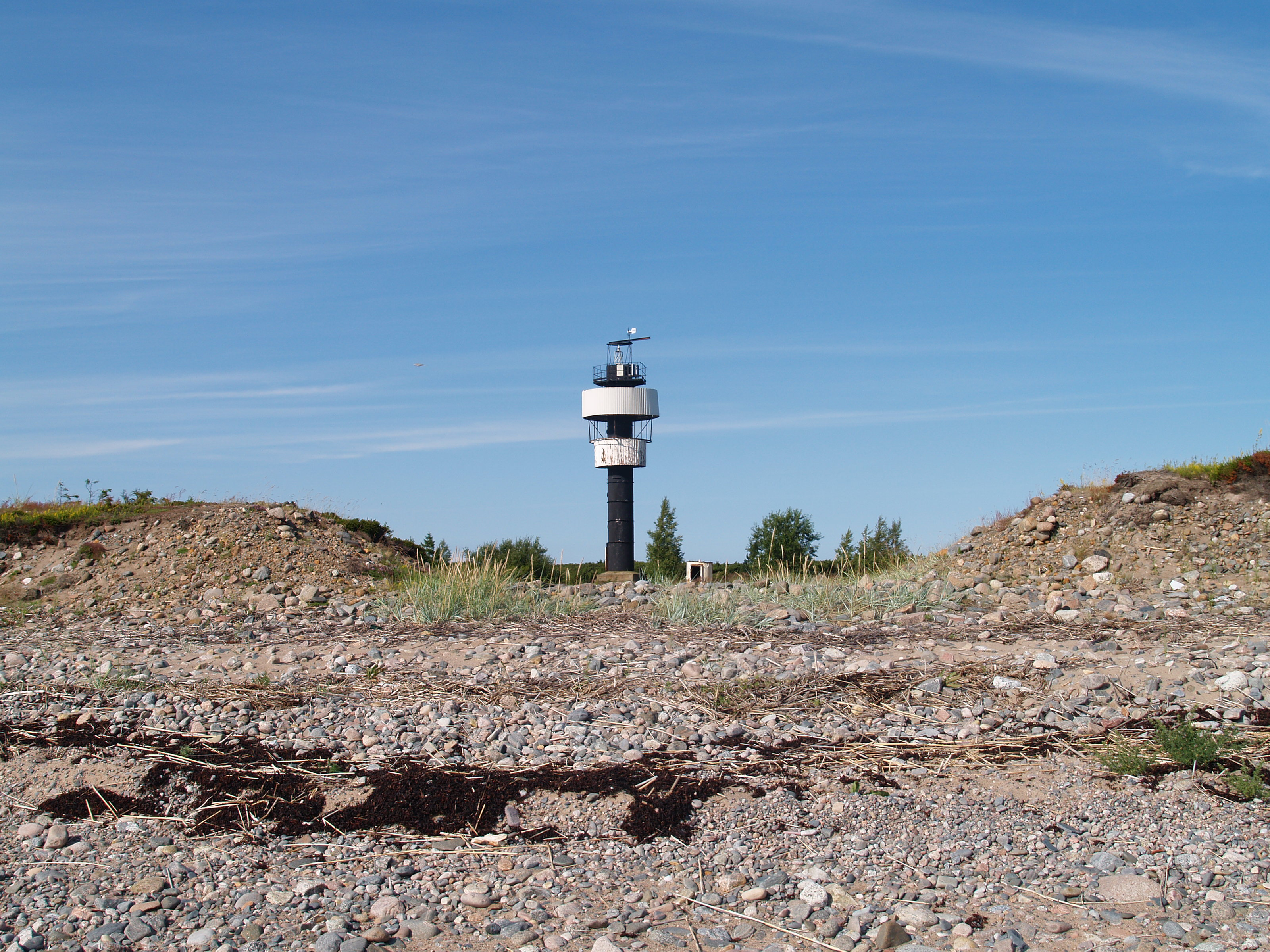
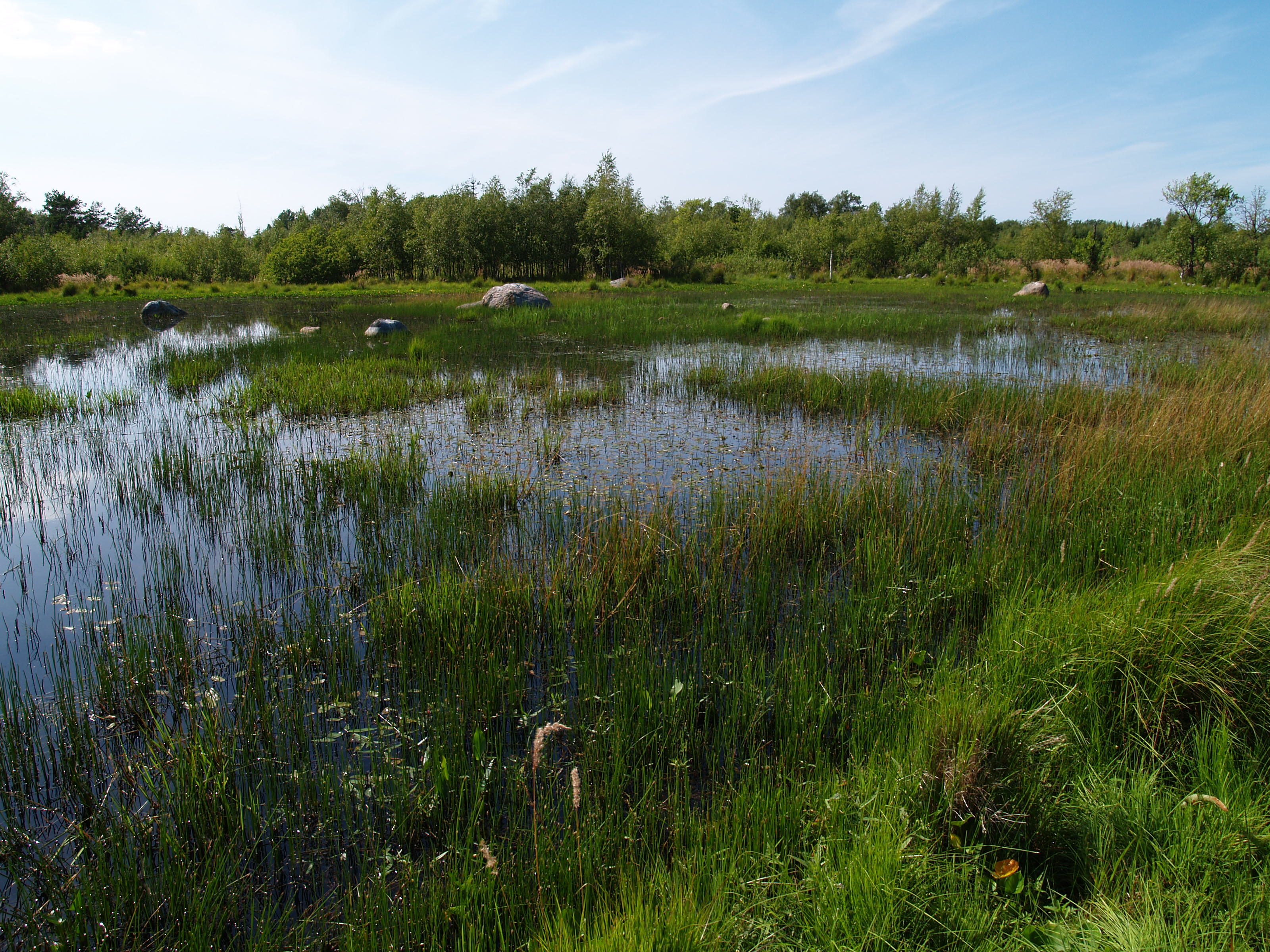